# Розв'язати протиріччя
«Розв'яза́ти протирі́ччя» (англ. The Evitable conflict) — науково-фантастичне оповідання американського письменника Айзека Азімова, входить до серії оповідань про роботів. Вперше вийшло друком у червні 1950 року у журналі Astounding Science Fiction, друкувалося також у збірках «Я, робот» (I, Robot, 1950), «Все про роботів» (1982) та «Мрії робота» (Robot Visions, 1990).

## Короткий зміст
Дія відбувається у 2052 році. Стівен Байєрлі, вдруге обраний на посаду Всесвітнього координатора, питає поради у роботопсихолога — доктора Сьюзен Келвін. Його турбують скорочення виробництва на різних підприємствах та масові звільнення працівників.
На той час у людства було чотири Машини, кожна з яких відповідала за економічний розвиток певного регіону Землі. Машини, послуговуючись Першим законом робототехніки, своїми діями чи бездіяльністю не могли нашкодити людині, проте зі збоїв у виробництві випливає імовірність змін в їх програмі.
Для кожної з Машин, Байєрлі повторно ввів початкові дані, її минулу відповідь та інформацію про неоптимальні наслідки від її виконання. І кожна із «Машин» відповіла, що відповідь на питання є недопустимою. Під час перевірок Координатор дізнається про існування «Товариства захисту прав людини».
Шляхом логічних припущень Координатор та Сьюзен приходять до висновку, що Машина трактує Перший закон робототехніки як «Жодна машина не може своїми діями чи бездіяльністю зашкодити людству». Таким чином Машини задля самозбереження (що означало і збереження людства), шляхом прийняття локально-неоптимальних економічних рішень, непомітно усунули від влади тих людей, які не виконували їх рекомендацій та могли їм загрожувати.